# 克納馬里山 (切卡庫佩區)
14°02′50″S 70°55′07″W / 14.04722°S 70.91861°W
克納馬里山（Quenamari），是秘魯的山峰，位於該國東南部庫斯科大區，由坎奇斯省的切卡庫佩區負責管轄，屬於韋爾卡努塔山脈的一部分，海拔高度5,054米。